# Bernardo Cavallino

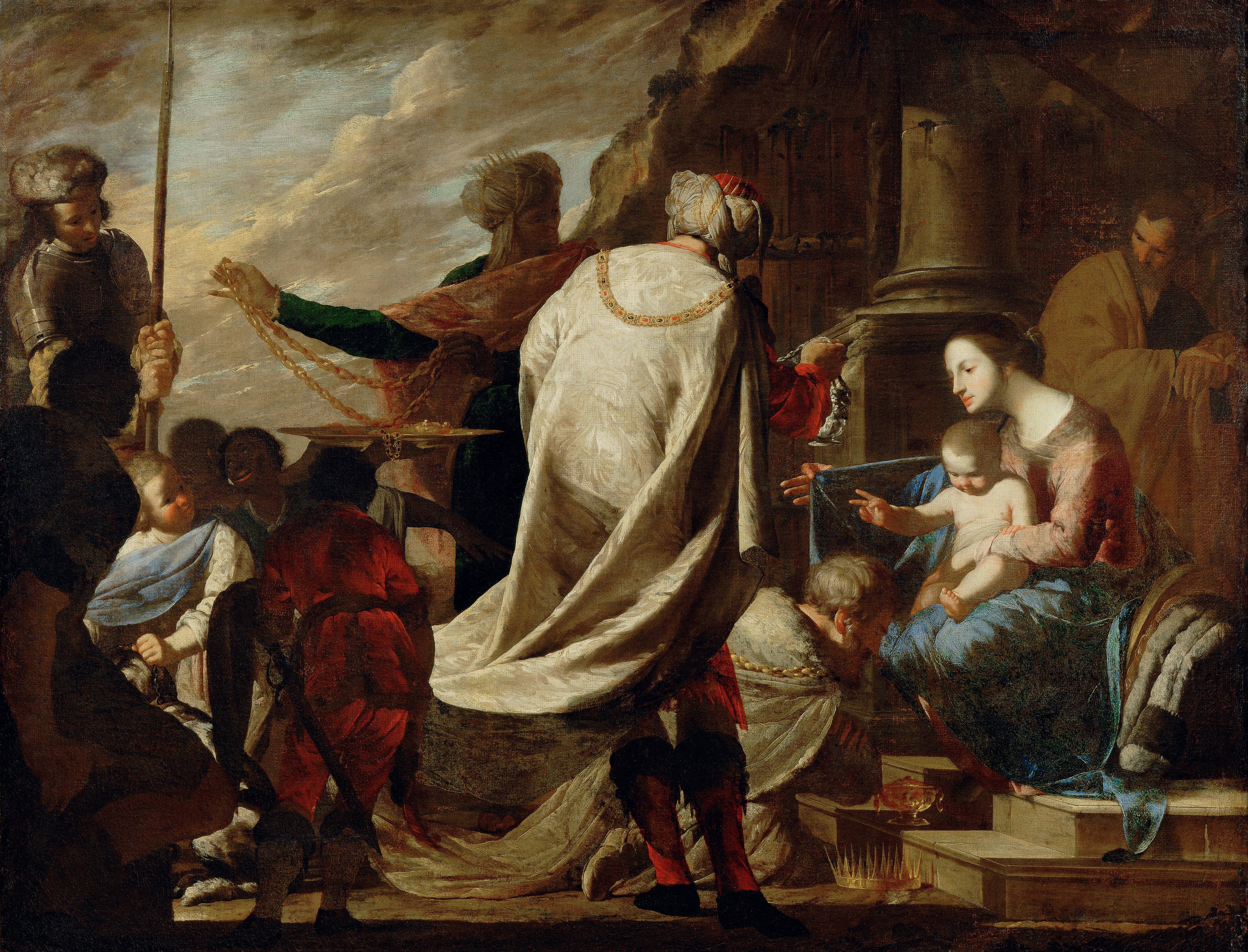
Immaculada concepció, a la Pinacoteca de Brera.

Bernardo Cavallino (Nàpols, 1616 - Nàpols, 1656) fou un pintor Italià de l'Escola napolitana, d'estil barroc.
És un pintor tan refinat com misteriós per la seva biografia, de la qual es coneixen poques dades. La seva carrera va abastar dues dècades però tan sols es coneix una pintura datada, la Santa Cecília (1645) dipositada al Palazzo Vecchio de Florència.

## Vida i obra
El cronista Bernardo de' Dominici va afirmar que Cavallino es va formar com a pintor amb Massimo Stanzione. No obstant això, els experts actuals creuen que el seu mestre va ser un artista anònim però de gran qualitat, potser espanyol, conegut com a «Mestre de l'anunci als pastors».
La seva producció juvenil combina el tenebrisme derivat de Caravaggio, que va tenir llarga vigència a Nàpols, amb colors brillants. Delata la influència de José de Ribera, líder de la pintura napolitana, així com de Van Dyck (que va viure uns anys a la propera Gènova) i de Giovanni Benedetto Castiglione.
Les seves obres més primerenques són La comunió dels apòstols(Milà, col·lecció privada), Martiri de sant Bartomeu (Museu de Capodimonte de Nàpols), l'esmentada Santa Cecília (Palazzo Vecchio de Florència, en dipòsit), El somni de sant Josep (Museu Nacional de Varsòvia), Immaculada Concepció  (Pinacoteca de Brera de Milà), Caiguda camí del Calvari (Museu Chrysler de Norfolk) i L'adoració dels pastors (Cleveland Museum of Art).
Entre les seves obres posteriors, gairebé totes de format reduït, sobresurten Caius Mucius Scaevola Confronting King Lars Porsenna (Kimbell Art Museum de Fort Worth), Hermínia entre els pastors i La cantant (totes dues al Museu de Capodimonte).
El Museu del Prado posseïa només algun exemple dubtós de Cavallino, fins que el 1989 va adquirir La lapidació de sant Esteve, on el vermell de les seves vestidures destaca sobre els tons freds de les roques. El Museu Lázaro Galdiano posseeix la qual era (fins llavors) única mostra segura de l'artista a Espanya, un Bust de Sant Llorenç màrtir. La Col·lecció Carmen Thyssen-Bornemisza posseeix dues pintures circulars. Al MNAC es pot veure un Sant Joan Evangelista.